# جک پارکینسون (بازیکن فوتبال، زاده ۱۸۸۳)
جک پارکینسون (به انگلیسی: Jack Parkinson) زادهٔ ۱ سپتامبر ۱۸۸۳ بازیکن فوتبال اهل انگلستان که سابقهٔ بازی در تیم ملی فوتبال انگلستان را در کارنامهٔ خود دارد. وی در تاریخ ۱۴ مارس ۱۹۱۰ نخستین بازی ملی خود را در مقابل تیم ملی فوتبال ولز انجام داد و با حضور در ۲ بازی ملی، در تاریخ ۲ آوریل ۱۹۱۰ واپسین بازی ملی‌اش را در برابر تیم ملی فوتبال اسکاتلند برگزار کرد.